# Добровское сельское поселение
Добро́вское се́льское поселе́ние (укр. Добрівське сільське поселення, крымскотат. Доброе кой юрту, Мамут Султан кой юрту) — муниципальное образование в составе Симферопольского района Республики Крым России.

## География
Поселение расположено в центре района, в долине реки Салгир в её верхнем течении, в пределах Внешней гряды Крымских гор. Граничит на северо-западе с землями городского округа Симферополь, на юго-западе с Перовским сельским поселением, на юге с Бахчисарайским районом, на востоке — с городским округом Алушта, на севере с землями Белогорского района и Трудовского сельского поселения.
Площадь поселения 306,29 км².
Основная транспортная магистраль: автодорога 35А-002 Чонгарский мост — Джанкой — Симферополь — Алушта — Ялта (по украинской классификации — автодорога М-18 Автодорога М-18).

## Население
| 2001    | 2014    | 2015    | 2016    | 2017    | 2018    | 2019    |
| ------- | ------- | ------- | ------- | ------- | ------- | ------- |
| 20 485  | ↘18 321 | ↗18 381 | ↗19 092 | ↗19 765 | ↗20 474 | ↗20 898 |
| 2020    | 2021    |         |         |         |         |         |
| ↗21 592 | ↗22 735 |         |         |         |         |         |

## Состав
В состав поселения входят 12 сёл.
| №  | Населённый пункт | Тип населённого пункта | Население |
| -- | ---------------- | ---------------------- | --------- |
| 1  | Доброе           | село, центр            | ↗3848     |
| 2  | Андрусово        | село                   | ↗886      |
| 3  | Заречное         | село                   | ↘2022     |
| 4  | Краснолесье      | село                   | ↘1061     |
| 5  | Лозовое          | село                   | ↗1889     |
| 6  | Мраморное        | село                   | ↗158      |
| 7  | Перевальное      | село                   | ↗4980     |
| 8  | Петропавловка    | село                   | →91       |
| 9  | Пионерское       | село                   | ↗6224     |
| 10 | Привольное       | село                   | ↘13       |
| 11 | Ферсманово       | село                   | ↘155      |
| 12 | Чайковское       | село                   | ↗110      |

## История
Согласно доступным источникам, в 1930-х годах в составе Симферопольского района был создан Мамут-Султанский сельсовет  (он впервые встречается в справочнике «Административно-территориальное деление РСФСР на 1 января 1940 года»).
Указом Президиума Верховного Совета РСФСР от 21 августа 1945 года Мамут-Султанский сельсовет переименовали в Добровский сельский совет. С 25 июня 1946 года сельсовет в составе Крымской области РСФСР. В 1948 году, по решению исполкома, сельсовет был укрупнён, в его состав включили упразднённый Краснолесский сельсовет (сёла Краснолесье и Краснолесская казарма). Решением облисполкома от 10 августа 1954 года Добровский сельсовет упразднили, включив в состав Заречненского. 26 апреля 1954 года Крымская область была передана из состава РСФСР в состав УССР.
Время восстановления сельсовета пока точно не установлено[когда?]

: на 15 июня 1960 года совет уже существовал и в его в составе числились сёла:
- Андрусово
- Доброе
- Заречное
- Краснолесье
- Краснопещерное
- Лозовое
- Ма́йское
- Мраморное
- Перевальное
- Петропавловка
- Пионерское
- Поля́рник
- Привольное
- Роднико́вка
- Сосновка
- Ферсманово
- Чайковское

В нынешних границах сельсовет зафиксирован на 1 января 1968 года.
С 21 марта 2014 года в составе Крыма аннексировано Россией. Законом «Об установлении границ муниципальных образований и статусе муниципальных образований в Республике Крым» от 4 июня 2014 года территория административной единицы была объявлена муниципальным образованием со статусом сельского поселения.